# Anoplocapros inermis
Anoplocapros inermis là một loài cá Actinopterygii được Fraser-Brunner miêu tả năm 1935. Anoplocapros inermis thuộc chi Anoplocapros, trong họ Aracanidae. Loài này được IUCN phân loại loài ít quan tâm. Loài này không có phân loài.